# Andrij Paszczuk
Andrij Paszczuk (ur. 1891 - data śmierci nieznana) – ukraiński działacz polityczny i społeczny na Wołyniu.

## Życiorys
Był pierwszym przewodniczącym Proswity w Łucku. W latach 1922–1927 był posłem na Sejm. Członek Komunistycznej Partii Zachodniej Ukrainy. W 1928 wyjechał do ZSRR. Od 1933 jego losy są nieznane.

## Literatura
- Ryszard Torzecki, "Kwestia ukraińska w Polsce w latach 1923-1929", Kraków 1989, Wydawnictwo Literackie, ISBN 83-08-01977-3